# Futebol Clube de Felgueiras 1932
O Futebol Clube de Felgueiras 1932 (em homenagem ao extinto Futebol Clube de Felgueiras) e anteriormente Club Académico de Felgueiras é um clube português localizado na freguesia de Margaride, concelho do Felgueiras, distrito do Porto.
O clube original foi extinto no ano de 2005. No ano de 2006, em sua substituição foi fundado o Clube Académico de Felgueiras (CAF) que mais tarde, em 2012, viria a fundir-se com o nome original dando origem ao atual clube o Futebol Clube de Felgueiras 1932 (FCF 1932).
O clube foi fundado em 8 de Maio de 2006 e o seu atual presidente é o Sr. Pedro Martins. Os seus jogos em casa são disputados no Estádio Dr. Machado de Matos.
Atualmente o clube encontra-se na Segunda Liga Portuguesa após ter subido da Liga 3 em 2023/24.